# Collarmele
Collarmele là một đô thị thuộc tỉnh L'Aquila trong vùng Abruzzo Ý. Đô thị này có diện tích 23 km², dân số 1055 người. Các đô thị giáp ranh gồm: Aielli, Celano, Cerchio, pescina, San Benedetto dei Marsi